# Rae Burrell
Rae Burrell (ur. 21 czerwca 2000 w Las Vegas) – amerykańska koszykarka występująca na pozycjach rzucającej lub niskiej skrzydłowej, obecnie zawodniczka Canberra Capitals, a w okresie letnim Los Angeles Sparks, w WNBA.

## Osiągnięcia
Stan na 6 marca 2023, na podstawie, o ile nie zaznaczono inaczej..

### NCAA
- Uczestniczka rozgrywek:
  - Sweet 16 turnieju NCAA (2022)
  - II rundy turnieju NCAA (2021, 2022)
  - turnieju NCAA (2019, 2021, 2022)
- Zaliczona do:
  - I składu:
    - SEC Academic Honor Roll (2020–2022)
    - turnieju regionalnego NCAA Wichita (2022)

  - II składu Southeastern (SEC – 2021)
  - składu honorable mention All-America (2022 przez World Exposure Report)